# 全國中等學校運動會
全國中等學校運動會（簡稱全中運），是中華民國專為國民中學與高級中學學生舉辦的全國性運動會，宗旨為發展中等學校體育活動，促進青年身心健康，提高中等學校學生運動技術水準。指導單位為教育部體育署，主辦單位則由中華民國各縣市輪值。

## 沿革
1952年，臺灣省政府教育廳開始舉辦「臺灣省中學運動會」；1956年加入大專院校組，於是改為「臺灣省中等以上學校運動會」。1969年，因應大專院校與臺北市改制為院轄市，教育部主導將大專運動會獨立出去，並由教育部主辦；中等學校方面，則臺灣省與臺北市分別辦理，並各立兩會。1974年，兩會合併，再經教育部協調改為「臺灣區中等學校運動會」（簡稱區中運），每年舉辦；1975年為第一屆，到1999年共舉辦25屆。2000年，因行政院執行省虛級化（凍省）政策，此運動會改制為全國中等學校運動會。2023年起，全國中等學校運動會允許跨性別及雙性人運動員「跨組別」參賽，這是台灣體育史上首次允許跨性別運動員參賽。

## 歷屆賽事
| 年份   | 日期             | 主辦縣市 |
| ------ | ---------------- | -------- |
| 2000年 | 4月7日－4月12日  | 苗栗縣   |
| 2001年 | 4月20日－4月25日 | 花蓮縣   |
| 2002年 | 4月26日－5月1日  | 臺北縣   |
| 2003年 | 4月25日－4月30日 | 臺南市   |
| 2004年 | 4月23日－4月27日 | 花蓮縣   |
| 2005年 | 4月17日－4月21日 | 嘉義縣   |
| 2006年 | 4月21日－4月26日 | 新竹市   |
| 2007年 | 4月22日－4月26日 | 臺南縣   |
| 2008年 | 4月26日－4月30日 | 南投縣   |
| 2009年 | 4月18日－4月22日 | 苗栗縣   |
| 2010年 | 4月24日－4月28日 | 臺東縣   |
| 2011年 | 4月23日－4月27日 | 臺中市   |
| 2012年 | 4月20日－4月25日 | 臺北市   |
| 2013年 | 4月12日－4月17日 | 宜蘭縣   |
| 2014年 | 4月19日－4月24日 | 桃園縣   |
| 2015年 | 4月25日－4月30日 | 新北市   |
| 2016年 | 4月23日－4月28日 | 臺東縣   |
| 2017年 | 4月22日－4月27日 | 彰化縣   |
| 2018年 | 4月21日－4月26日 | 臺中市   |
| 2019年 | 4月20日－4月25日 | 高雄市   |
| 2020年 | 7月18日－7月23日 | 屏東縣   |
| 2021年 | 4月17日－4月22日 | 雲林縣   |
| 2022年 | 7月1日－7月27日  | 花蓮縣   |
| 2023年 | 4月22日－4月27日 | 新竹縣   |
| 2024年 | 4月20日－4月25日 | 臺北市   |
| 2025年 | 4月19日－4月24日 | 臺南市   |
| 2026年 |                  | 嘉義縣   |

## 競賽成績
- 請詳見外部連結內2006年度以後的成績列表連結

## 外部連結
- 2006全國中等學校運動會決賽成績列表（页面存档备份，存于）
- 2007全國中等學校運動會決賽成績列表（页面存档备份，存于）
- 2008全國中等學校運動會決賽成績列表（页面存档备份，存于）
- 2009全國中等學校運動會決賽成績列表（页面存档备份，存于）
- 2010全國中等學校運動會決賽成績列表（页面存档备份，存于）
- 2011全國中等學校運動會決賽成績列表（页面存档备份，存于）
- 2012全國中等學校運動會決賽成績列表（页面存档备份，存于）
- 2013全國中等學校運動會決賽成績列表（页面存档备份，存于）
- 2014全國中等學校運動會決賽成績列表（页面存档备份，存于）
- 2015全國中等學校運動會決賽成績列表（页面存档备份，存于）
- 2016全國中等學校運動會決賽成績列表（页面存档备份，存于）
- 2017全國中等學校運動會決賽成績列表（页面存档备份，存于）
- 2018全國中等學校運動會決賽成績列表（页面存档备份，存于）
- 2019全國中等學校運動會決賽成績列表（页面存档备份，存于）
- 2020全國中等學校運動會決賽成績列表

- 全國中等學校運動會成績總表（页面存档备份，存于）